# Hapaloptila castanea
Hapaloptila castanea là một loài chim trong họ Bucconidae. Chúng là loài duy nhất của chi Hapaloptila và có thể tìm thấy ở Colombia, Ecuador, và Peru.